# 圖扎爾
51°10′13″N 30°38′19″E / 51.17028°N 30.63861°E
圖扎爾（烏克蘭語：Тужар），是烏克蘭北部的村莊，隸屬切爾尼希夫州的切爾尼希夫區。該村始建於1745年，面積1.49平方公里，海拔高度104米，2024年人口331，人口密度每平方公里363人。